# Teuta
Teuta ist ein weiblicher Vorname.

## Herkunft
Teuta ist ein ursprünglich illyrischer Vorname, der heute bei Albanern verbreitet ist. Er ist unter Albanern in Albanien, Kosovo, Nordmazedonien, Serbien und Montenegro gebräuchlich.

## Namensträgerinnen
- Teuta (Königin), illyrische Königin zwischen 231 und 227 v. Chr.
- Teuta Arifi (* 1969), nordmazedonische Politikerin
- Teuta Selimi (* 1976), kosovarische Sängerin
- Teuta Krasniqi (* 1981), kosovarische Fernsehmoderatorin

## Sonstiges
- KS Teuta Durrës, albanischer Fußballverein